# Lomnický potok (přítok Popradu)
Lomnický potok je potok na horní Spiši, protékající územím okresů Kežmarok a Stará Ľubovňa. Je to pravostranný přítok Popradu, měří 7,2 km a je tokem IV. řádu.

## Průběh toku
Pramení v Levočských vrších, v podcelku Levočská vrchovina, v podcelku Kolačkovský chrbát, v lokalitě Tichá voda v nadmořské výšce kolem 1 010 m n. m. V pramenné oblasti teče na severozápad, zleva přibírá krátký přítok a stáčí se na sever. Zprava přibírá přítok z jižního svahu Čolgoše (926,2 m n. m.), zleva Mačací potok, pak opět z pravé strany Polní potok (662,4 m n. m.). Dále přibírá pravostranný přítok ze severozápadního svahu Sedla (941,6 m n. m.) a protéká obcí Lomnička, přičemž se stáčí více na severoseverozápad. V obci postupně přibírá levostranný přítok z oblasti Timelce, pravostranný zpod Tehelného kopce a další pravostranný z oblasti Kolpštika. Za obcí pokračuje severozápadním směrem a nedaleko města Podolínec ústí v severovýchodním výběžku Popradské kotliny v nadmořské výšce 561,3 m n. m. do Popradu.